# 前老莱街
前老莱街，是位于北京市西城区中部的一条胡同。现已无存。

## 简介
前老莱街为东西走向，东到闹市口南街，西到葵花胡同。全长200米，平均宽8米。清朝始称“老莱街”。据说，因为该街内有位年岁已高但仍非常孝敬双亲的老者，故借二十四孝中的老莱子而得名。因为是三条走向各不相同的小胡同，1911年之后派生为前老莱街、后老莱街、小老莱街。该段因为靠近闹市口南街，故得名“前老莱街”。
2000年代，前老莱街被全部拆除，原址兴建北京尊府、信达金融中心。